# Lei das organizações criminosas
A Lei de Organizações Criminosas, oficialmente Lei nº 12.850/2013, insere, formalmente, o conceito de organização criminosa no ordenamento jurídico brasileiro, criando um tipo penal especifico para a prática delitiva e alterando a redação do art. 288 do Código Penal (antigo delito de formação de “quadrilha ou bando”).
Promulgada em 2 de agosto de 2013 pela então presidente Dilma Rouseff, a lei “define organização criminosa e dispõe sobre a investigação criminal, os meios de obtenção de prova, infrações penais correlatas e o procedimento criminal a ser aplicado”.
O parágrafo 1º de seu art. 1º trata do conceito de organização criminosa propriamente dito, qual seja, qualquer associação de quatro ou mais pessoas que seja estruturalmente ordenada e caracterizada pela divisão de tarefas, ainda que informalmente, a fim de obter, direta ou indiretamente, vantagem de qualquer natureza, mediante a prática de infrações penais cujas penas máximas ultrapassem 4 (quatro) anos, ou que sejam de caráter transnacional.
A referida lei também se aplica: a) às infrações penais previstas em tratados e convenções internacionais, desde que a execução tenha início no Brasil, que o resultado tenha ou devesse ter ocorrido no estrangeiro, ou reciprocamente, e; b) às organizações terroristas, entendidas como aquelas voltadas para a prática de atos de terrorismo legalmente definidos – hipótese esta que teve sua redação alterada pela Lei nº 13.260/2016 (Lei antiterrorismo).
A tipificação penal do delito encontra-se no art. 2º do Diploma Legal, descrito como “promover, constituir, financiar ou integrar, pessoalmente ou por interposta pessoa, organização criminosa”, elencando as penas de reclusão, de 3 (três) a 8 (oito) anos, além do pagamento de multa, sem prejuízo das penas correspondentes às demais infrações penais praticadas.
O Diploma permitiu ao ordenamento normativo brasileiro enfrentar internamente o problema, assim como responder internacionalmente, de maneira mais eficaz e juridicamente segura. Nesse sentido, a promulgação da Lei dá fim a um período de instabilidade jurídica provocada por normas de conteúdo vago e raso, sedimentando, portanto, o conceito de organização criminosa no ordenamento jurídico; sobretudo, a definição corresponde aos parâmetros estabelecidos internacionalmente, a qual ensejou anos de discussão entre doutrina e jurisprudência em torno da necessidade ou não de tipificação complexa e específica do fenômeno das organizações criminosas.
Essencialmente, o dispositivo legal busca conferir legitimidade à lógica dos delitos de organização, que, em sua essência, buscam punir atos que são conceitualmente anteriores à preparação ou à participação em uma infração concreta.

## Antecedentes

### Lei nº 9.613, de 3 de março de 1998
A princípio, o diploma supracitado trata apenas de crime praticado por organização criminosa na hipótese de ser anterior ao delito de lavagem de dinheiro, contudo, apesar de descrito no rol de delitos antecedentes previstos no art. 1º da referida Lei, à época da promulgação do dispositivo, não havia definição legal e positivada na legislação penal brasileira.

### Convenção das Nações Unidas contra o Crime Organizado Transnacional
A Convenção das Nações Unidas contra o Crime Organizado Transnacional, mais conhecida como Convenção de Palermo, foi realizada com o objetivo de lutar contra a delinquência organizada de cunho transfronteiriço.
Um de seus principais feitos foi a conceituação de “grupo criminoso organizado”, em seu artigo 2º, alínea “a”, in verbis:
[...] grupo estruturado de três ou mais pessoas, existente há algum tempo e atuando concertadamente com o propósito de cometer uma ou mais infrações graves ou enunciadas na Convenção, com a intenção de obter, direta ou indiretamente, um benefício econômico ou outro benefício material.
O conceito foi inserido no ordenamento jurídico brasileiro após sua ratificação pelo Decreto Legislativo nº 231, de 29 de maio de 2003, promulgado pelo Decreto nº 5.015/2004. Entretanto, os Tribunais Superiores não aceitavam essa concepção, tendo em vista que a Constituição Federal, em decorrência de seus princípios norteadores, admite apenas a lei interna como fonte formal e direta de positivação das normas do Direito Penal.

### Lei nº 12.683/2012
A Lei nº 12.683, promulgada em 9 de julho de 2012, buscou tornar mais eficiente a persecução penal dos delitos de lavagem de dinheiro, trazendo 102 (cento e duas) mudanças no texto da norma anterior, merecendo destaque a extinção do rol taxativo de crimes antecedentes mencionado na Lei nº 9.613, de 1998. Isto é, com o novo diploma legal, a prática anterior de qualquer infração penal, com o objetivo de gerar vantagens a serem ocultadas, era suficiente para a configuração da lavagem de capitais.
No entanto, ainda que ausente a taxatividade da “organização criminosa” como crime antecedente, o conceito ainda não era pacificado na legislação nacional, o que ocasionava conflitos e debates jurisprudenciais nas mais altas instâncias do Poder Judiciário – o que só poderia ser solucionado com o advento de lei específica que tipificasse e inserisse a definição no ordenamento.
Nesse sentido, a falta de definição legal de “organização criminosa” semeou a insegurança jurídica em meio aos escândalos de corrupção e lavagem de dinheiro – principalmente em relação a AP nº 470, a ação do "Mensalão" –, iniciando, portanto, a discussão acerca da atipicidade do delito de lavagem de dinheiro antecedido pelo crime de organização criminosa, antes mesmo de sua definição positivada no ordenamento jurídico.

### O julgamento doHabeas Corpusnº 96.007
O Supremo Tribunal Federal, ao julgar o Habeas Corpus nº 96.007, em 12 de junho de 2012, de Relatoria do Ministro Marco Aurélio de Mello, enfrentou a tese suscitada, na medida em que entendeu que, não havendo, no cenário jurídico nacional, tipo penal específico e suficiente para concluir-se a existência do crime de organização criminosa, o denunciado não pode ser condenado pelo cometimento do delito capitulado no art. 1º, VII, da Lei nº 9.613/98.
Na hipótese, a previsão descrita no dispositivo é figura normativa em branco, sem conceito certo ou definido por lei formal, não podendo, portanto, ser suprida por definição "emprestada" de Convenções Internacionais – mesmo que inseridas no ordenamento brasileiro, como a Convenção de Palermo.
Nas palavras do Relator, Ministro Marco Aurélio de Mello:
[...] Em síntese, não existindo, no cenário jurídico nacional, o tipo que teria provocado o surgimento do que lavado, não se pode dizer que o agente praticou o delito do artigo 1º da Lei nº 9.613/98, ou seja, a lavagem.
Evidente, dessa forma, que a decisão não busca negar a existência de organizações criminosas no âmbito penal, mas sim frisar a necessidade de um conceito legal perante a jurisdição do Estado Democrático de Direito, respeitando os princípios da Constituição Federal.

### O advento da Lei nº 12.850/2013
Com a finalidade de encerrar os impasses acerca da definição legal, a Lei nº 12.850, de 2 de agosto de 2013, surge no intuito de fechar as lacunas deixadas anteriormente e inserir, formalmente, o conceito de organização criminosa no cenário jurídico nacional, por meio do surgimento de um tipo penal específico para a condenação da prática delitiva e a alteração da redação do art. 288 do Código Penal (antigo delito de formação de "quadrilha ou bando"), objetivando a uniformização da jurisprudência brasileira.

## Mudanças
O parágrafo 1º do artigo 1º da referida lei traz a previsão legal da organização criminosa, especificando os requisitos para a identificação desta.
§ 1º Considera-se organização criminosa a associação de 4 (quatro) ou mais pessoas estruturalmente ordenada e caracterizada pela divisão de tarefas, ainda que informalmente, com objetivo de obter, direta ou indiretamente, vantagem de qualquer natureza, mediante a prática de infrações penais cujas penas máximas sejam superiores a 4 (quatro) anos, ou que sejam de caráter transnacional.
A própria etimologia da palavra “organização” evidencia uma estrutura ou conjunto de partes ou elementos, devidamente ordenado e disposto em bases previamente acertadas, funcionando sob um mesmo ritmo e uma mesma frequência.
Os requisitos de uma organização criminosa podem ser elencados na(o):
1. pluralidade de agentes, que a lei estabeleceu no número mínimo de quatro integrantes[11][12];
2. escalonamento ordenado, isto é, que a organização seja estruturalmente ordenada, devendo existir uma hierarquia entre seus membros[11][12];
3. divisão de tarefas, em que cada integrante possui uma atribuição particular, não necessitando de ser uma divisão formal – já que, por se tratar de atividade criminosa, a informalidade prevalece no meio[11][12];
4. finalidade de obter, direta (como no caso de pagamento de sequestro) ou indiretamente (quando a contabilidade de uma empresa insere dados falsos, por exemplo), uma vantagem, como regra de cunho econômico, todavia a lei trata de vantagem de qualquer natureza[11][12];
5. prática de infrações penais com penas máximas superiores a 4 (quatro) anos, como os delitos de homicídio simples ou qualificado (em sua forma dolosa), tráfico de drogas, etc[11][12]; e
6. caráter transnacional, isto é, caso ultrapasse as fronteiras do Brasil, atingindo outros países, a atividade permite caracterizar a organização criminosa[11][12].

Com efeito, o Diploma Legal foi o primeiro a efetivamente diferenciar organizações criminosas e associações criminosas.

A Lei nº 12.850/2013 modificou o art. 288 do Código Penal, eliminando o título “quadrilha ou bando” e introduzindo “associação criminosa”, que é a terminologia adequada.
Associação criminosa
Art. 288. Associarem-se 3 (três) ou mais pessoas, para o fim específico de cometer crimes:
Pena – reclusão, de 1 (um) a 3 (três) anos.
Parágrafo único. A pena aumenta-se até a metade se a associação é armada ou se houver a participação de criança ou adolescente.
Dentre as principais diferenças entre organização criminosa e o delito de associação, estão a quantidade de agentes mínima necessária para a sua caracterização e a finalidade específica da união. No delito de associação criminosa, é preciso a composição de três ou mais pessoas, com a finalidade específica de cometer crimes.
Além das mudanças no âmbito do Direito Penal e suas tipificações, a Lei nº 12.850/2013 também prevê institutos de direito processual penal, trazendo meios de investigação diferenciados para as infrações penais relacionadas com organizações criminosas, elencando-os em seu art. 3º.
Art. 3º Em qualquer fase da persecução penal, serão permitidos, sem prejuízo de outros já previstos em lei, os seguintes meios de obtenção da prova:

I - colaboração premiada;
II - captação ambiental de sinais eletromagnéticos, ópticos ou acústicos;
III - ação controlada;
IV - acesso a registros de ligações telefônicas e telemáticas, a dados cadastrais constantes de bancos de dados públicos ou privados e a informações eleitorais ou comerciais;
V - interceptação de comunicações telefônicas e telemáticas, nos termos da legislação específica;
VI - afastamento dos sigilos financeiro, bancário e fiscal, nos termos da legislação específica;
VII - infiltração, por policiais, em atividade de investigação, na forma do art. 11;
VIII - cooperação entre instituições e órgãos federais, distritais, estaduais e municipais na busca de provas e informações de interesse da investigação ou da instrução criminal.
Importante mencionar as alterações trazidas pelo Pacote Anticrime (Lei nº 13.964, de 24 de dezembro de 2019), responsável por aperfeiçoar a legislação penal e processual penal, visando a eficiência do aparelho estatal durante a persecução penal, mediante o aperfeiçoamento do instituto da "colaboração premiada" – conforme os ditames alterados e/ou introduzidos na Seção I da Lei de Organizações Criminosas – e o endurecimento das premissas na fase de execução da pena corporal para condenados de organizações criminosas armadas (§§ 8º e 9º do art. 2º da Lei nº 12.850/2013).

## Repercussão no Supremo Tribunal Federal
No julgamento do Agravo Regimental do Recurso Ordinário em Habeas Corpus nº 121.835, realizado em 13 de outubro de 2015 pela Segunda Turma do Supremo Tribunal Federal, o Ministro Celso de Mello, buscou solucionar a (in)viabilidade do crime de organização criminosa anteceder o delito de lavagem de dinheiro, após a redação da Lei nº 12.850/2013 e à luz do princípio da anterioridade penal.
Na hipótese, a decisão recorrida pelo Ministério Público Federal declarou extinta a ação penal, por entender a inépcia formal da denúncia em relação ao delito previsto no art. 4º, inciso V, da Lei nº 8.137/90 (Lei de Crimes Contra a Ordem Tributária) e a atipicidade da conduta de lavagem de dinheiro imputada aos denunciados na exordial acusatória. No entendimento do Parquet, inexiste violação ao princípio da legalidade estrita na utilização do conceito internacional de organização criminosa, inserido pela Convenção de Palermo antes do advento da Lei de Organizações Criminosas, como delito antecedente à lavagem de dinheiro.
Segundo o Relator, a jurisprudência da Corte Suprema é pacífica ao afirmar que o tipo penal incriminador da "organização criminosa" somente surgiu com a Lei nº 12.850, em 2013, inviabilizando, dessa maneira, a tese do delito de lavagem de dinheiro fundado na participação em organização criminosa, ante a destituição de tipicidade penal a essa conduta em razão da inexistência de definição jurídica positivada à época dos fatos.
Na hipótese, embora o Ministério Público alegue a suficiência do conceito internacional perante a ausência de lei formal, o Ministro reafirma que somente uma lei interna poderia ser qualificada, à luz da Constituição da República, como fonte legitimadora da regulação normativa no que diz respeito a tipificação penal de organização criminosa. Da mesma forma, acentua a preponderância do princípio da reserva absoluta de lei formal, no qual as cláusulas de tipificação penal integram-se ao âmbito das normas domésticas regidas pelo postulado da reserva de Parlamento, responsáveis pela aprovação e positivação de crimes.
O Supremo Tribunal Federal tem entendimento sedimentado no sentido da inviabilidade, para efeito de configuração de lavagem de dinheiro, de substituição do delito de organização criminosa pela conduta típica da quadrilha ou bando, insculpida no art. 288 do Código Penal – denominada de “associação criminosa” pela Lei nº 12.850/2013. 
Nesse caso, além da inadmissibilidade de analogia in malam partem no âmbito penal (onde não se pode adotar lei prejudicial ao réu, reguladora de caso semelhante), à época do suposto cometimento do crime de lavagem de dinheiro, no caso em análise, o delito de quadrilha era enquadrado no rol taxativo dos delitos antecedentes capitulados na redação anterior do art. 1º da Lei de Lavagem de Dinheiro (Lei nº 9.613/98).
Diante disso, a Primeira Turma do Supremo Tribunal Federal, por unanimidade dos votos e nos termos do Relator, negou provimento ao agravo regimental e, por consequência, manteve a decisão recorrida, por entender, em suma, que em decorrência da ausência de tipificação penal do delito de organização criminosa, à época dos fatos, este não pode ser caracterizado como crime antecedente.
A repercussão do Diploma Legal no Supremo Tribunal Federal, além de sedimentar o entendimento e pacificar a jurisprudência sobre o delito de organização criminosa, permite identificar que o crime de lavagem de dinheiro pressupõe a existência de uma infração anterior, que constitui elementar do tipo penal; ou seja, ausente o elemento normativo do tipo, deixa de caracterizar-se o crime de lavagem antecedido por organização criminosa, após a redação da Lei nº 12.850/2013 e da Lei nº 12.683/2012 (a Nova Lei de Lavagem de Dinheiro).

Críticas doutrinárias

“Imputação de autoria e participação em organizações criminosas” 
O Doutor em Direito Penal Gláucio Roberto Brittes de Araujo, em seu livro “Imputação de autoria e participação em organizações criminosas”, mais precisamente no Capítulo 6, “Organizações criminosas e o direito brasileiro”, faz algumas ponderações de grande relevância a respeito da Lei 12.850/2013, considerando satisfatório que ela tenha apenas definido alguns parâmetros sobre organizações criminosas, uma vez que conceitos rígidos ensejariam a constante necessidade de mudança da legislação, tendo em vista que se trata de um fenômeno bastante mutável. 
Araújo também reforça a necessidade da atuação do direito penal frente às ações das organizações criminosas, considerando a periculosidade desses grupos e a natureza dos bens jurídicos a serem protegidos, de maneira a não haver uma proteção insuficiente destes. Destaca, entretanto, que isso deve ser feito de maneira que não haja desrespeito aos princípios constitucionais, como o da intervenção mínima, e as garantias individuais.
A respeito das condutas típicas, responsabilidade individual e medida da culpabilidade, o jurista demonstra que, na prática, um grande desafio para a lei é de delimitar a autoria e participações em organizações criminosas que seriam passíveis de punição, bem como a medida da culpabilidade, visto que o tipo penal é muito específico, plurissubjetivo, além de consideravelmente complexo.
Sendo assim, o autor tenta separar os verbos nucleares do conceito de organização criminosa e compreender o papel e a condição de cada um: “promover, constituir, financiar ou integrar, pessoalmente ou por interposta pessoa, organização criminosa”. Nota-se que os termos geram confusões e dificuldades de compreender quem tem autoria, quem é partícipe, como essa participação é exercida e, inclusive, qual é o verdadeiro impacto da participação de cada indivíduo na prática do crime - fatores que influenciam essencialmente na proporcionalidade e medida culpabilidade.
Se faz relevante refletir bastante a respeito das garantias para um processo penal justo, razoável, isonômico, proporcional e coerente, tendo em vista que é muito necessária a correta responsabilização somente pela conduta exercida por cada participante da organização (e a relatividade de suas funções também), além de analisar o valor subjetivo da conduta para aplicar corretamente as penas obedecendo os princípios do direito penal (foco especial no “estado” do indivíduo e relação com seu modus operandi).
Outra preocupação envolvendo o tipo penal que tratou de definir organização criminosa é a dificuldade de enquadrar a organização criminosa como um crime autônomo (objeto de tipo próprio, não causa de aumento) e diferenciá-lo de outros conceitos penais (que acompanham benefícios legais diferentes da organização criminosa), além de que nem todas associações de quatro ou mais pessoas podem ser tipificadas como organização criminosa. 
Portanto, ao mesmo tempo que não faz sentido não tratar a organização criminosa como um crime autônomo, também não faz sentido considerar concurso de crimes qualquer conduta em comum entre organização criminosa e algum outro tipo penal semelhante (podendo ser visto como bis in idem, se punir um indivíduos duas vezes simplesmente por ele compor agrupamento criminoso, por exemplo). Uma tônica em torno da lei é o ideal de evitar o punitivismo exacerbado.

## Ver Também
- Criminalidade no Brasil
- Crime organizado
- Lavagem de dinheiro
- Quadrilha (crime)